# 元山葛麻海岸観光地区
元山葛麻海岸観光地区（ウォンサンカルマかいがんかんこうちく）は、朝鮮民主主義人民共和国元山市に存在する海岸リゾート地。元山葛麻半島の長い砂浜「名砂十里」を観光資源として着目、開発された。

## 概要
2018年、金正恩が新年の辞で、葛麻飛行場に隣接する海岸線一帯をリゾート地として開発する計画に言及。直ちに170棟以上の建物の建設が始まった。2025年6月24日に完成式典が行われ、金一族が出席して完成を祝った。
リゾート地は、元山葛麻海岸観光地区と命名。海水浴場やプール、高層ホテルをはじめとした約2万人を収容できる宿泊施設からなり、同年7月からは、ロシア人観光客が初めて現地入りするとされているが、地図上に描かれた遊園地や屋内ウォーターパークは衛星画像上では未着工のままであり、訪問客を迎えることができる施設は17棟ある高級ホテルのうち6棟のみとも報じられた。

## アクセス
- 葛麻飛行場
- 葛麻駅

### 地区内交通
地区内の交通手段として路面電車（軌道電車）が整備されている。軌間は1000mmないし1067mmと推定されており、使用される車両は金鍾泰電気機関車連合企業所（平壌市）製と報じられている。